# Падурени (Бихор)
Падурени (рум. Pădureni) насеље је у Румунији у округу Бихор у општини Виишоара. Oпштина се налази на надморској висини од 181 m.

## Становништво
Према подацима из 2002. године у насељу је живело 2 становника.